# Alois Švehlík
Alois Švehlík (30. července 1939 Pardubice – 2. dubna 2025 Praha) byl český herec a divadelní pedagog.

## Životopis
Narodil se do obchodnické rodiny, v dětství s rodiči často cestoval po trzích. Spolu se svým starším bratrem Jaroslavem už odmala tíhl k divadlu a hrál u salesiánů v pardubické městské části Rosice. Zároveň ministroval v pardubickém kostele sv. Václava a tady také začal ochotnicky hrát v chrámovém divadelním souboru. Vystudoval střední průmyslovou školu strojní v Chrudimi, maturoval v roce 1958. Po základní vojenské službě krátce pracoval v továrně, kde se seznámil se svou budoucí manželkou. Brzy ho ale definitivně zlákalo divadlo. Pokus dostat se na Divadelní fakultu Akademie múzických umění v Praze (DAMU) byl neúspěšný, ale přesto nastoupil jako elév do Středočeského divadla v Kladně. Postupně prošel oblastními divadly v Mostě, Olomouci a Liberci.
Členem činohry pražského Národního divadla (ND) se stal v roce 1988. Za téměř třicet let se zde představil v dlouhé řadě rolí širokého hereckého rejstříku, např. jako Mlynář a Klásek v Jiráskové Lucerně, Jean ve Strindbergově Slečně Julii, Astrov v Čechovově Strýčku Váňovi, postava označená jako On v Mittererově Návštěvní době, Pemperer v Nestroyově komedii Tajné peníze, tajná láska, Baron di Ripafratta v Goldoniho Mirandolíně. V Millerově Smrti obchodního cestujícího hrál hlavní roli Willyho Lomana, v Gogolově Ženitbě Žvanikina, v O’Neillově Měsíci pro smolaře Phila Hogana, v Mášových Podivných ptácích Aleše Hrdinu, v Tylově Paličově dceři Kolínského, Ibsenova titulního Johna Gabriela Borkmana, hrdého a osamělého muže stále čekajícího na svůj opětovný vzestup. Dále ztvárnil například Pelopa ve Vrchlického a Fibichově melodramu Smrt Hippodamie, Leonata v Shakespearově komedii Mnoho povyku pro nic, Matěje Šumbala ve Stroupežnického Našich furiantech, Millera v Schillerových Úkladech a lásce, Alfreda Doolittla v Shawově Pygmalionu, Maxe ve Stoppardově Rock’n’Rollu, Hraběte z Glostru v Shakespearově Králi Learovi, prof. Špačka v Levínského Dotkni se vesmíru a pokračuj, Generála v Medkově Plukovníku Švecovi nebo Andreje Pjosu v Hordubalovi. V roce 2024 byl uveden do Síně slávy Národního divadla.
Hostoval i na dalších pražských scénách – v Činoherním klubu, divadelním spolku JEDL, Divadle Viola, Divadle Na Jezerce, Dejvickém divadle nebo Divadle Na zábradlí, kde za výkon v Jandlově hře Z cizoty získal v roce 2005 Cenu Divadelních novin. Za stejnou roli byl nominován i na Cenu Thálie a Cenu Alfréda Radoka. V roce 2021 převzal Thálii za celoživotní mistrovství.
Od poloviny 70. let se začal objevovat v menších filmových a televizních rolích. Zahrál si např. ve válečných snímcích Sokolovo a Osvobození Prahy, ve filmech Dým bramborové natě, Mladý muž a bílá velryba či Koncert na konci léta. Větší roli ztvárnil v dětské sci-fi Odysseus a hvězdy. V 80. letech získal role v seriálech Dobrá Voda a Bylo nás šest, ve snímku Smrt krásných srnců byl obsazen do role rozvědčíka.
V 90. letech se začal více prosazovat v televizní tvorbě. Jeho filmografie dnes zahrnuje desítky titulů pro film a televizi. Objevil se například v televizní povídce na motivy Karla Čapka Ukradený kaktus, v zajímavé inscenaci Pilát Pontský, onoho dne nebo jako jeden z důstojníků v Černých baronech.
Výrazné uplatnění nachází v dabingu, daboval populární zahraniční krimiseriály jako Profesionálové, Schimanski nebo Dempsey a Makepeacová, kde namluvil policejního šéfa Spikingse. Jeho hlasem z mnoha filmů promlouvají Jack Nicholson, Charles Bronson, Anthony Hopkins, Robert De Niro nebo Burt Lancaster. Jeho hlasem mluví postavy z filmů Starman, Návrat do budoucnosti II, ve Válce Roseových daboval Dannyho DeVita. Je jedním z hrstky herců, kteří cenu za mistrovství v dabingu získali opakovaně. Snad nejlepší výkon podal ale ve filmu Lepší už to nebude, kde namluvil hlavního hrdinu v podání Jacka Nicholsona.
V roce 1999 byl oceněn za nadabování Waltera Lloyda ve filmu Terč, další cenu obdržel za dabing Anthonyho Quinna v roli Bomboliniho ve snímku Tajemství Santa Vittorie. Za dabing Jacka Nicholsona ve filmu Lepší už to nebude získal Cenu Františka Filipovského. V roce 2014 získal Cenu Františka Filipovského za celoživotní mistrovství v dabingu.
Od roku 2004 vyučoval činoherní herectví na pražské DAMU.
V roce 2006 mu lékaři diagnostikovali rakovinu štítné žlázy, z nemoci se vyléčil. V roce 2013 se mu rakovina vrátila, opět ji úspěšně překonal. 
V roce 2010 začal natáčet rodinný seriál Cesty domů.
V prosinci 2011 havaroval nedaleko obce Lštění na Domažlicku poblíž své chaty s 1,35 promile alkoholu v krvi. Při nehodě utrpěl lehčí zranění. V únoru 2012 mu soud na dva roky odebral řidičský průkaz a uložil trest šest měsíců vězení s podmíněným odkladem na rok a půl.
Jeho starší bratr Jaroslav Švehlík (1930–1973) byl také herec. Jejich sestra byla několik let manželkou herce Vlastimila Vašinky, s nímž se později rozvedla. Jejich syn a tedy synovec Aloise Švehlíka je herec Marcel Vašinka.
Byl ženatý, jeho manželkou byla od roku 1967 ekonomka Florentina Švehlíková, rozená Štěpánová (* 1943), měli tři děti, dvě dcery, Terezu (* 1968) a Andreu (* 1977), a syna Davida (* 1972), který je rovněž hercem. Jejich zeť je herec Martin Pechlát.
Se svým synem Davidem hrál Alois Švehlík v divadelních představeních Svatá Jana (1986, Městská divadla pražská – Divadlo ABC), Z cizoty (2004–2007, Divadlo Na zábradlí, tato hra získala Cenu Alfréda Radoka v kategorii divadelní Inscenace roku 2004), Večer tříkrálový aneb Cokoli chcete (2005–2007, Letní shakespearovské slavnosti) a Král Lear (2011–2013, Národní divadlo, v tomto představení hráli otce a syna). Zahráli si spolu ve filmech … a stoupej do slunce!, Bolero, I ve smrti sami, Operace Silver A a Alois Nebel a v seriálech Letiště – v dílech Nebezpečná známost, Mrtvý muž letí a Holky na krku – a Já, Mattoni, v rozhlase spolu účinkovali v dramatu Loupežníci a spolu s herečkou Danou Černou namluvili v roce 2009 audioknihu U řeky Piedra jsem usedla a plakala od brazilského spisovatele Paula Coelha. V dabingu seriálu Roswell a filmu Můj syn namluvili postavy otce a syna. Dále se v dabingu sešli u filmů Hon na ponorku, Muž proti muži, Generál Eisenhower: Velitel invaze, Ronin a Tajemství Santa Vittorie a seriálu Wallander.
Alois Švehlík zemřel dne 2. dubna 2025 ve věku nedožitých 86 let.

## Filmografie

### Film
- 1972 – Cena zlata
- 1973 – Větrné moře (Jan Prokopovič Vacek)
- 1974 – Sokolovo (rotmistr Hynek)
- 1974 – Píšťalka pro dva (král Václav IV.)
- 1974 – Hodinky bez vodotrysku
- 1975 – Profesoři za školou (3. Aljaška – Karel)
- 1975 – Osvobození Prahy (velitel továrny)
- 1975 – Město nic neví (poručík VB Tonda)
- 1976 – Odysseus a hvězdy (otec)
- 1976 – Noc klavíristy (kriminalista Kalous)
- 1976 – Muž na radnici (redaktor okresních novin Karel Švehla)
- 1976 – Dým bramborové natě (Kodet)
- 1976 – Dobrý den, město (Adam)
- 1977 – Žena za pultem – díl Anna nastupuje (David – taxikář, Sonin přítel)
- 1977 – Tichý Američan v Praze (Hunter)
- 1977 – Smuteční hudba za padlé hrdiny
- 1978 – Bakaláři – díl / povídka Karafiát (Jirka)
- 1978 – Zastretý farebný svet
- 1978 – Mladý muž a bílá velryba (Líbal)
- 1978 – Melodie bílého klavíru
- 1978 – Malíř Jörg Ratgeb (Jörg Ratgeb)
- 1978 – Hrozba (Pitron)
- 1978 – Etudy do skicáku (studentský film)
- 1979 – Paragraf 224 (Ing. Štěpán Bernát)
- 1979 – Momicheto i zmeyat
- 1979 – Koncert na konci léta (havíř Pohan)
- 1979 – Inženýrská odysea (Jiří Strnad, člen ÚV KSČ)
- 1980 – Romaneto (Stankovský)
- 1980 – Muž přes palubu (Vala)
- 1980 – 30 případů majora Zemana – díl Růže pro Zemana (Kornet)
- 1981 – Okres na severu (Vízner)
- 1981 – Víkend bez rodičů (Lojza, Vavruškův spolubydlící)
- 1981 – Havárie (vyšetřovatel)
- 1981 – Fronta v týlu nepřítele (Vojta)
- 1982 – Od sedmi do čtyř (Martin)
- 1982 – Dlouhá bílá stopa
- 1982 – Dobrá Voda (papaláš Pavlata)
- 1982 – Čtverec mizení (Hovorka)
- 1983 – Tři mušketýři (Athos)
- 1983 – Svatební let
- 1983 – Stříbrný smrček (Václav Zítek)
- 1984 – Všechno nebo nic (Mach)
- 1984 – Sen noci svatojánské (divadelní záznam)
- 1984 – Sanitka (primátor hl. m. Prahy)
- 1984 – Kariéra (Bodlák)
- 1984 – Povídky malostranské: Doktor Kazisvět (Kejřík)
- 1984 – Dlouhý čas naděje
- 1984 – Čas zrání
- 1985 – Výjimečná situace (montér Martínek)
- 1985 – Černá země (horník)
- 1986 – Bylo nás šest (docent Huml)
- 1986 – Zikmund, řečený šelma ryšavá (vévoda Albrecht II. Habsburský)
- 1986 – Trvale jasno
- 1986 – Smrt krásných srnců (rozvědčík)
- 1986 – Pan Pickwick (Weller)
- 1986 – Panoptikum Města pražského – díl Příběh z dovolené (strážmistr)
- 1986 – Kus života
- 1986 – Každý má svůj den
- 1986 – Gottwald (Jaromír Dolanský)
- 1987 – Outsider (novinář)
- 1987 – Nepolepšitelný starý muž (Jan Evangelista Purkyně)
- 1987 – Narozeniny režiséra Z. K.
- 1987 – Karanténa
- 1987 – Hláska
- 1988 – Rodáci (starosta, profesor Jiří Povýšil)
- 1988 – Malé dějiny jedné rodiny (Jiří Kolář)
- 1988 – Čekání na Patrika (Pacák)
- 1988 – Advokát ex offo (JUDr. Daněk)
- 1989 – Morové povětří (Páter Jan Mauritius jezuita)
- 1989 – Divoká srdce
- 1989 – Případ pro zvláštní skupinu – díl Zlaté víkendy (Zdeněk Krásný)
- 1989 – Případy poručíka Haniky (náčelník)
- 1990 – Dobrodružství kriminalistiky – díl První detektivní sbor (továrník Ervin Gladstone)
- 1990 – O nebojácné Bětce (rádce Arnošt)
- 1990 – Dcera národa
- 1990 – Trojlístek – díl Ukradený kaktus (vrchní zahradník Holan)
- 1991 – Pilát Pontský, onoho dne (Rufus)
- 1991 – O těch Martinových dudách (kovář)
- 1991 – Muž, který neměl důvěru
- 1992 – Tři dary lásky
- 1992 – Shapirovy rukopisy (Ginsburg)
- 1992 – Pohádka o prolhaném království (král)
- 1992 – Náhrdelník (doktor Sadowski)
- 1992 – Hříchy pro pátera Knoxe (kaskadér Ota Lux)
- 1992 – Černí baroni (kapitán Honec, provianťák)
- 1993 – Strašidla a spol. (táta)
- 1993 – Mistr Kampanus (Pavel Michna z Vacínova)
- 1993 – Kryštof a Kristina (král, otec Kryštofa)
- 1994 – Princezna ze mlejna (mlynář)
- 1994 – Princezna ze mlejna
- 1994 – Návštěvní doba (divadelní záznam)
- 1995 – Klekání zvoníme
- 1997 – Žena v kleci (kapitán Nechvátal)
- 1997 – Výchova dívek v Čechách (ředitel školy)
- 1997 – Pražský písničkář (von Groeben)
- 1998 – Genij vlasti (Václav Vojtěch Kunert)
- 1999 – Princezna ze mlejna 2 (mlynář)
- 1999 – Pán hradu (Arnulf)
- 1999 – Ošklivá princezna (král Lumír)
- 1999 – Návštěva staré dámy (Alfréd Ill)
- 1999 – Cesta bez průvodce (studentský film) (Marek Brázdil)
- 2000 – Smrt Hippodamie (divadelní záznam)
- 2000 – Pramen života (otec Grétky)
- 2002 – Vyvraždění rodiny Greenů (Heath)
- 2003 – Falešné obvinění (Danton)
- 2003 – Bankrotáři (Čardynin (ruský notorik))
- 2003 – … a stoupej do slunce! (Jan Sedlář)
- 2004 – Pojišťovna štěstí – díl Od začátku (lékař v nemocnici)
- 2004 – I ve smrti sami (Otto Guangel)
- 2004 – Bolero (Kušmic)
- 2005 – 3 plus 1 s Miroslavem Donutilem – povídka Synáček (Hanák)
- 2005 – Oběti: Hadí tanec (Vladimír Borský)
- 2005 – Leasing
- 2005 – Eden – díl Zlatá karta
- 2005 – Černá karta (Belot)
- 2006 – Swingtime (Jiří)
- 2006 – Naši furianti (divadelní záznam) (Matěj Šumbal, sedlák a obecní výbor)
- 2006 – Nadměrné maličkosti: Jubileum (kamarád Václav)
- 2006–2007 – Letiště (Jaroslav Holubec)
- 2007 – Tři životy (hostinský)
- 2007 – Trapasy
- 2007 – Operace Silver A (Kroupa, otec Václava)
- 2008 – Divnovlásky (otec Xénie)
- 2009 – Stínu neutečeš (Viktor)
- 2010 – Hlava – ruce – srdce (plk. Vaverka)
- Od 2010 – Cesty domů (MUDr. Rudolf Bernát)
- 2011 – Alma (Nečas)
- 2011 – Alois Nebel (starý Wachek)
- 2012 – Nejlepší Bakaláři – díl Karafiát
- 2012 – Policajti z centra (šéf 1. oddělení podplukovník Ježek)
- 2013 – Hořící keř (náčelník Horyna)
- 2013 – Madame – díl Chapter I (František Wilda)
- 2016 – Já, Mattoni (Heinrich Mattoni ve třetí fázi)[11]
- 2017 – Marie Terezie (Filip Ludvík Václav ze Sinzendorfu)
- 2019 – Na střeše (profesor Antonín Rypar)
- 2022 – Mimořádná událost (vojenský pilot Brukner)
- 2023 – Muž, který stál v cestě (Ludvík Svoboda)

### Dokumentární
- 2000 – Vzpomínání na Jiřího Sováka
- 2000 – Film o filmu: Princezna ze mlejna 2
- 2010 – Neobyčejné životy: Alois Švehlík
- 2011 – Janinka

### Televize
- 1973 Kukačky (TV film) – role: Rudolf Frouza
- V Praze bejvávalo blaze
- 1996 O poklad Anežky České (díl: Zámek Liběchov)
- 1997 O poklad Anežky České (díl: Hrad Zvíkov)
- O poklad Anežky České (díl: Zámek Krásný Dvůr)
- O poklad Anežky České (díl: Zámek Teplice)
- O poklad Anežky České (díl: Zámek Zbraslav)
- 1998 – Bakaláři 1998
- Hvězdný reportér
- 2005 – Ceny Thálie 2004
- 2010 – VIP zprávy
- 2011 – Splněná přání – Srdce pro děti
- 2020 – Modrý kód

### Dabing
- 1976 – TV film Pokrevní bratři – Gojko Mitić (Harter Felsen)
- 1978 – TV film Velký autobus – John Beck (Ramenáč)
- 1978 – TV film Milostný život Budimíra Trajkoviče – Ljubiša Samardžić (Vojislav Trajkovič, otec)[12]
- 1979 – TV film Pevnost – Sándor Oszter (Gregor)
- 198× – seriál Místo činu – díl: Falešná hra – Götz George (Horst Schimanski)
- 198× – TV film Záletník – Claude Brasseur (Daniel)
- 198× – TV film Tři dny Kondora – Michael Kane (S.W. Wicks)
- 198× – TV film Specialisté – Maurice Barrier (komisař Kovacs)
- 198× – TV film Rocky – Burt Young (Paulie Pennino)
- 198× – TV film Policajt nebo rošťák – Venantino Venantini (Mario)
- 198× – TV film Patnáctiletý kapitán Pilgrimu – Nodar Mgaloblišvili (Negoro)
- 1980 – TV film Stříbrný blesk – Ned Beatty (Bob Sweet)
- 1981–1988 – seriál Profesionálové – Martin Shaw (Doyle)
- 1981 – seriál Curro Jiménez – Sancho Gracia (Curro Jiménez)
- 1981 – TV film Zpověď jen pro sebe – François-Eric Gendron (Paul-Louis)
- 1981 – TV film Moskva slzám nevěří – Alexej Batalov (Goša)
- 1981 – TV film Monstrum z galaxie Arkana – Ljubiša Samardžić (Toni)
- 1981 – TV film Bílá vrána – Vladimír Gosťuchin (Jegor Ikonnikov)[13]
- 1982 – TV film Kmotříček smrt – Dieter Franke (Smrt)
- 1982 – TV film Asta, můj andílek – Kurt Böwe (Schorsch)
- 1982 – TV film Agónie – konec Rasputina – Alexej Petrenko (Grigorij Jefimovič Rasputin)
- 1983 – seriál Vinnetou – Siegfried Rauch (Old Shatterhand)
- 1983 – TV film Theo proti celému světu – Guido Gagliardi (Enno Goldini)
- 1983 – TV film Štvanci – Christopher Lee (Cikán)
- 1983 – TV film Salamandr – John Steiner (kapitán Roditi)
- 1983 – TV film Hraniční čára – Charles Bronson (Jeb Maynard)
- 1983 – TV film Dlouhá cesta do školy – Dieter Franke (školník)
- 1984 – TV film Vzhůru do boje! – Jean-Claude Dreyfus (kapitán Maryla)
- 1984 – TV film Dárek – Henri Guybet (André)
- 1985 – seriál Včelka Mája – (Pavouk)
- 1985 – TV film Zdravý nemocný – Stefano Satta Flores (notář)
- 1985 – TV film Šantanová Nini – Gastone Moschin (Mariotti)
- 1985 – TV film Noc svatého Vavřince – Massimo Sarchielli (otec Marmugi)
- 1985 – TV film Nikoliv! Případ skončil šťastně! – Enrico Maria Salerno (don Peppino)
- 1986 – TV film Zlatý tuleň – Michael Beck (Crawford)
- 1986 – TV film Všichni za mříže – Alberto Sordi (Annibale Salvemini)
- 1986 – TV film Vražda na ulici – Don Gordon (Bud Schiffman)
- 1986 – TV film Sbohem buď, lásko má – Jack O'Halloran (Malloy)
- 1986 – TV film Samson a Sally – Poul Thomsen (Samsonův otec)
- 1986 – TV film První jízdní – Vadim Spiridonov (Buďonnyj)
- 1986 – TV film Pochod ve stínu – Michel Blanc (Denis)
- 1986 – TV film Otec a otec – Maurice Barrier (Raffart)
- 1986 – TV film Není čas umírat – Winfried Glatzeder (Jan von Clef)
- 1986 – TV film Modrá ploutev – Ralph Cotterill (Herbie)
- 1986 – TV film Let Sfingy – Jean Benguigui (Mendel)
- 1986 – TV film Ďábel a svěcená voda – Tomas Milian (Bruno Marangoni)
- 1987 – seriál Místo činu – díl: Zub za zub – Götz George (Horst Schimanski)
- 1987 – seriál Silas – André Lacombe (Emanuel)
- 1987 – seriál Proti větru – Gerard Kennedy (Dinny O'Byrne)
- 1987 – TV film Ronja, dcera loupežníka – Börje Ahlstedt (Mattis)
- 1987 – TV film Prohnilí – Claude Brosset (Vidal)
- 1987 – TV film Jméno růže – Ron Perlman (Salvatore)
- 1987 – TV film Ifigenie – Kostas Kazakos (Agamemnon)
- 1987 – TV film Červená kalina – Vasilij Šukšin (Jegor)
- 1987 – TV film S muži to není lehké – Bata Živojinović (Miloš)[14]
- 1988 – TV film Zubaté ostří – Robert Loggia (Sam Ransom)
- 1988 – TV film Starman – Charles Martin Smith (Mark Shermin)
- 1988 – TV film Okno z ložnice – Frederick Coffin (detektiv Jessup)
- 1988 – TV film Honba za diamantem – Alfonso Arau (Juan)
- 1988 – TV film Jsi smetana v mé kávě – Martin Shaw (Jack Butcher)
- 1989 – seriál Místo činu – díl: Zabou – Götz George (Horst Schimanski)
- 1989 – TV film Uprchlíci – Maurice Barrier (Duroc)
- 1989 – TV film Fontána – Viktor Michajlov (Mitrofanov)
- 1989 – TV film Čas násilí – Ivan Krystev (Manol)
- 1989 – TV film Bicykly jsou jen na léto – Emilio Gutiérrez Caba (Anselmo)
- 1989 – TV film Kainovo znamení – Adam Ferency (malíř Roman Zalewski)[15]
- 199× – seriál Mike Hammer – Stacy Keach (Mike Hammer)
- 199× – seriál Colbyové – Charlton Heston (Jason Colby)
- 199× – TV film Valachiho svědectví – Charles Bronson (Joe Valachi)
- 199× – TV film V měsíčním svitu – Sam Waterson (Matthew Trant)
- 199× – TV film Temný anděl – Jim Haynie (kapitán Malone)
- 199× – TV film Štír – Burt Lancaster (Cross)
- 199× – TV film Stopaři smrti – Richard Harris (Sean Kilpatrick)
- 199× – TV film Sedm statečných – Eli Wallach (Calvera)
- 199× – TV film Rozbité zrcadlo – Rock Hudson (Jason Rudd)
- 199× – TV film Přání smrti 3 – Charles Bronson (Paul Kersey)
- 199× – TV film Poslední tango v Paříži – Marlon Brando (Paul)
- 199× – TV film Policajt v Beverly Hills – Steven Berkoff (Victor Maitland)
- 199× – TV film Podezření – Harrison Ford (Rozat Sabich)
- 199× – TV film Planoucí pobřeží – Marc de Jonge (Fourie)
- 199× – TV film Návrat do budoucnosti II – Thomas F. Wilson (Biff Tannen)
- 199× – TV film Mrtvý nebo živý – Scott Wilson (John Stillwell)
- 199× – TV film Mořský vlk – Charles Bronson (Wolf Larsen)
- 199× – TV film Lednový muž – Harvey Keitel (Frank Starkey)
- 199× – TV film Krokodýl Dundee – Paul Hogan (Michael J. Dundee)
- 199× – TV film Jeden a půl policajta – Burt Reynolds (Nick McKenna)
- 199× – TV film Dvojčata – Danny DeVito (Vincent Benedict)
- 199× – TV film Cookie – Peter Falk (Dominick Capisco)
- 199× – TV film Bitva o Británii – Robert Shaw (Skipper)
- 199× – TV film Batman se vrací – Danny DeVito (Tučňák)
- 199× – TV film Drsný chlapík – Lino Ventura (Aldo Sévenac)
- 199× – TV film Dar od zlého kouzelníka – Lev Kruglyj (Černý čaroděj)[16]
- 1990 – seriál Chobotnice – 4. série – Jean-Luc Bideau (Davide Faeti)
- 1990 – TV film Válka Roseových – Danny DeVito (Gavin D'Amato)
- 1990 – TV film Momo – Mario Adorf (Nicola)
- 1990 – TV film Hořící Mississippi – Gene Hackman (Rupert Anderson)
- 1991 – seriál Dobrodruzi z vesmíru – (Dr. Istrick a Dr. Georgin)
- 1991 – TV film Šeherezáda a gentleman – Vittorio Gassman (Sindibád)
- 1991 – TV film Otec na služební cestě – Miki Manojlovic (Mehmed Mesa Zolj)
- 1991 – TV film Mám strach – Gian Maria Volonté (Ludovico Graziano)
- 1991 – TV film Lebkouni – James Caan (Matthew Sykes)
- 1991 – TV film Cid – Charlton Heston (Rodrigo de Bivar)
- 1992 – seriál Plány a touhy – Tom Georgeson (Ryan Blaney)
- 1992 – seriál Chobotnice – 5. série – Vittorio Mezzogiorno (Davide Licata)
- 1992 – TV film Želví nindžové II – Kevin Clash (Tříska)
- 1992 – TV film Tenkrát v Šanghaji – Keone Young (Ming)
- 1992 – TV film Tah jezdcem – Tom Skerritt (Frank Sedman)
- 1992 – TV film Profesionál – Robert Hossein (komisař Rosen)
- 1992 – TV film Nevhodné chování – Stacy Keach (kapitán Harper)
- 1992 – TV film Kamufláž – Louis Gossett Jr. (Lou Jackson)
- 1992 – TV film Bandolero! – George Kennedy (July Johnson)
- 1992 – TV film Planoucí pobřeží – Marc de Jonge (Fourie)
- 1992 – TV film Agent beze jména – Denholm Elliott (Washburn)
- 1993 – seriál Arabela se vrací aneb Rumburak králem Říše pohádek – Roman Hemela (Poseidon)
- 1993 – TV film Želví nindžové III – James Murray (Tříska)
- 1993 – TV film Zemětřesení – Charlton Heston (Graff)
- 1993 – TV film Vítr – Jack Thompson (Jack Neville)
- 1993 – TV film Rudé slunce – Charles Bronson (Link Stuart)
- 1993 – TV film Jeden a půl policajta – Burt Reynolds (Nick McKenna)
- 1993 – TV film Frankie a Johnny – Al Pacino (Johnny)
- 1993 – TV film Dva na lásku – Jeremy Piven (Arnie)
- 1993 – TV film Co se nepromíjí – Burt Lancaster (Ben Zachary)
- 1994 – minisérie Osamělá holubice – Tommy Lee Jones (Woodrow F. Call)
- 1994 – TV film V přístavu – John F. Hamilton (Doyle)
- 1994 – TV film Slídil – Laurence Olivier (Andrew Wyke)
- 1994 – TV film Pošťák vždy zvoní dvakrát – Jack Nicholson (Frank Chambers)
- 1994 – TV film Nejdelší den – Robert Mitchum (Norman Cota)
- 1994 – TV film Mona Lisa – Robbie Coltrane (Thomas)
- 1994 – TV film Griffin a Phoenixová – Peter Falk (Geoffrey Griffin)
- 1994 – TV film Doly krále Šalamouna – Richard Chamberlain (Allan Quatermain)
- 1994 – TV film Čest rodiny Prizziů – Jack Nicholson (Charley Partanna)
- 1994 – TV film Čelisti – Robert Shaw (Quint)
- 1995 – seriál Chobotnice – 6. série – Vittorio Mezzogiorno (Davide Licata)
- 1995 – seriál M*A*S*H: Preventivní léčba – James Wainwright (plukovník Lacy)
- 1995 – TV film Vlk – Jack Nicholson (Will Randall)
- 1995 – TV film Tas! – Kirk Douglas (Harry H. Holland)
- 1995 – TV film Soumrak dne – Anthony Hopkins (James Stevens)
- 1995 – TV film Orka zabiják – Richard Harris (kapitán Nolan)
- 1995 – TV film Operace Blesk – Charles Bronson (Dan Shomron)
- 1995 – TV film Dvojčata – Danny DeVito (Vincent Benedict)
- 1995 – TV film Breakheartský průsmyk – Charles Bronson (Deakin)
- 1996 – TV film Utečeme na jih – Richard Bradford (Andrew Kyle)
- 1996 – TV film Tři mušketýři – Jacques Berthier (Buckingham)
- 1996 – TV film Samson a souboj siláků – (Královnin rádce)
- 1996 – TV film Rozbité zrcadlo – Rock Hudson (Jason Rudd)
- 1996 – TV film Pán světa – Charles Bronson (John Strock)
- 1996 – TV film Chyťte ho! – Danny DeVito (Martin Weir)
- 1996 – TV film Hranice – Jack Nicholson (Charlie Smith)
- 1996 – TV film Fotograf smrti – Roy Scheider (Paul Marish)
- 1996 – TV film Čtyři z Texasu – Charles Bronson (Matson)
- 1996 – TV film Bleskový Jack – Paul Hogan (Jack Kane)
- 1996 – TV film Bitva o Midway – Charlton Heston (Matt Garth)
- 1997 – TV film Železný kříž – James Coburn (Rolf Steiner)
- 1997 – TV film Velká země – Charlton Heston (Steve Leech)
- 1997 – TV film Večernice – Jack Nicholson (Garrett Breedlove)
- 1997 – TV film Úkladná vražda – Charles Bronson (Jay Killion)
- 1997 – TV film Milosrdná smrt – Gerald McRaney (Lawrence Barker)
- 1997 – TV film Křižovatka smrti – Jack Nicholson (Freddy Gale)
- 1997 – TV film Gangsteři – Michael Gambon (Salvatore Faranzano)
- 1997 – TV film Čas smyslnosti – Sam Neill (Karel II.)
- 1997 – TV film Celou dlouhou noc – Gene Hackman (George Dupler)
- 1997 – TV film Balada o Cable Hogueovi – Jason Robards (Cable Hogue)
- 1998 – TV film Vnitřní záležitost – Gene Hackman (Sam Boyd)
- 1998 – TV film Lepší už to nebude – Jack Nicholson (Melvin Udall)
- 1998 – TV film Drsný chlapík – Lino Ventura (Aldo)
- 1998 – TV film Do naha! – Tom Wilkinson (Gerald)
- 1998 – TV film Daleko od hlučícího davu – Peter Finch (William Boldwood)
- 1998 – TV film Perry Mason: Případ osudných obrazů – David Soul (Truman York)[17]
- 1998 – TV film Perry Mason: Případ věčného mládí – Carmen Argenziano (Mallars)[17]
- 1999 – TV film Zamilovaný advokát – George Segal (Stephen Blume)
- 1999 – TV film Seznamte se, Joe Black – Anthony Hopkins (William Parrish)
- 1999 – TV film Případ z Poodle Springs – James Caan (Philip Marlowe)
- 1999 – TV film Měsíc u jezera – Edward Fox (major Wilshaw)
- 1999 – TV film Bitva o Midway – Charlton Heston (Matt Garth)
- 200× – TV film Vyšší zájem – Danny Aiello (Frank Anselmo)
- 200× – TV film Velká Samota – Louis Gossett Jr. (Walter Osgood)
- 200× – TV film Matilda – Danny DeVito (Harry Wormwood)
- 200× – TV film Hraniční čára – Charles Bronson (Jeb Maynard)
- 200× – TV film Se slovníkem v posteli – Bob Hoskins (Henry)
- 2000 – seriál Siska – 1. série – Uwe Friedrichsen (Hermann Eckolt)
- 2000–2009 – seriál Rodina Sopránů – James Gandolfini (Tony Soprano)
- 2000 – seriál Červený bedrník – Martin Shaw (Chauvelin)
- 2000 – TV film Tenkrát na Západě – Jason Robards (Cheyenne)
- 2000 – TV film Robin a Mariana – Sean Connery (Robin Hood)
- 2000 – TV film Rabín, kněz a krásná blondýna – Miloš Forman (otec Havel)
- 2000 – TV film Pravdivé lži – Charlton Heston (Spencer Trilby)
- 2000 – TV film Noci v Harlemu – Danny Aiello (Phil Cantone)
- 2000 – TV film Náhodné setkání – Sydney Pollack (Carl Broman)
- 2000 – TV film Mickovy modré oči – James Caan (Frank Vitale)
- 2000 – TV film Instinkt – Anthony Hopkins (Michael Dunne)
- 2000 – TV film Indiskrétní příběh – Cecil Parker (Alfred Munson)
- 2000 – TV film Bat 21 – Gene Hackman (Iceal Hambleton)
- 2000 – TV film Andrew – člen naší rodiny – Sam Neill (Richard Martin)
- 2001 – seriál Temný rytíř – 1. řada – Jeffery Thomas (Mordour)
- 2001 – seriál Roswell – 1. řada – William Sadler (šerif Jim Valenti)
- 2001 – TV film Vyšší zájem – Danny Aiello (Frank Anselmo)
- 2001 – TV film Vesmírní kovbojové – James Garner (Tank Sullivan)
- 2001 – TV film Špióni jako my – Steve Forrest (generál Sline)
- 2001 – TV film Řek Zorba – Anthony Quinn (Alexis Zorba)
- 2001 – TV film Podezření – Gene Hackman (Henry Hearst)
- 2001 – TV film Podezřelá bytná – Fred Astaire (Franklyn Ambruster)
- 2001 – TV film Ples upírů – Ferdy Mayne (hrabě von Krolock)
- 2001 – TV film Náhradníci – Gene Hackman (Jimmy McGinty)
- 2001 – TV film Mořští vlci – Gregory Peck (Lewis Pugh)
- 2001 – TV film Lulu na mostě – Harvey Keitel (Izzy Maurer)
- 2001 – TV film Liška a pes – Jack Albertson (Amos Slade)
- 2001 – TV film Hřiště snů – Burt Lancaster (Archibald Graham)
- 2001 – TV film Hannibal – Anthony Hopkins (Hannibal Lecter)
- 2001 – TV film Dvanáct rozhněvaných mužů – George C. Scott (Porotce číslo 3)
- 2001 – TV film Devátá brána – Frank Langella (Boris Balkan)
- 2002 – seriál Temný rytíř – 2. řada – Jeffrey Thomas (Mordour)
- 2002 – TV film Přísaha – Jack Nicholson (Jerry Black)
- 2002 – TV film Přejezd Kassandra – Burt Lancaster (Stephen Mackenzie)
- 2002 – TV film Panika – Donald Sutherland (Michael)
- 2003 – seriál Roswell – 2. řada – William Sadler (šerif Jim Valenti)
- 2003 – TV film Vysoká hra patriotů – James Earl Jones (James Greer)
- 2003 – TV film Valdez přichází – Burt Lancaster (Valdez)
- 2003 – TV film Tři mušketýři – Louis Arbessier (Ludvík XIII.)
- 2003 – TV film Před svatbou ne! – Gene Hackman (William B. Tensy)
- 2003 – TV film Poslední loupež – Gene Hackman (Joe Moore)
- 2003 – TV film O Schmidtovi – Jack Nicholson (Warren R. Schmidt)
- 2003 – TV film Nováček – Marlon Brando (Carmine Sabatini)
- 2003 – TV film Nicholas Nickleby – Philip Davis (Brooker)
- 2003 – TV film Muž proti muži – Lee van Cleef (Ryan)
- 2003 – TV film Letiště 1975 – Charlton Heston (Alan Murdock)
- 2003 – TV film Kurs sebeovládání – Jack Nicholson (Buddy Rydell)
- 2003 – TV film Julia – Jason Robards (Dashiell Hammett)
- 2003 – TV film Hra o smrti – Brian Cox (Tobiáš)
- 2003 – TV film Hon na ponorku – James Earl Jones (admirál Greer)
- 2003 – TV film Auto Focus – Muži uprostřed svého kruhu – Ron Leibman (Lenny)
- 2004 – minisérie Andělé v Americe – Al Pacino (Roy Cohn)
- 2004 – seriál Roswell – 3. řada – William Sadler (šerif Jim Valenti)
- 2004 – TV film Znovu po smrti – Derek Jacobi (Franklyn Madson)
- 2004 – TV film Štvanci – Anthony Quinn (Basque)
- 2004 – TV film Smolař – Arthur J. Nascarella (Nicky Bonnatto)
- 2004 – TV film Sbohem příteli – Charles Bronson (Franz Propp)
- 2004 – TV film Promlčení – Frank Finlay (komisař Vionnet)
- 2004 – TV film Lepší pozdě nežli později – Jack Nicholson (Harry Sanborn)
- 2004 – TV film Kmotr – Marlon Brando (Don Vito Corleone)
- 2004 – TV film Generál Eisenhower: Velitel invaze – Ian Mune (Winston Churchill)
- 2004 – TV film Dobytkářská válka – Burt Reynolds (Hunt Lawton)
- 2004 – TV film Smrt pod ochranou církve – Martin Shaw (Adam Dalgliesh)[18]
- 2005 – seriál Schimanski: Hřích – Götz George (Horst Schimanski)
- 2005 – TV film Trestná lavice – Burt Reynolds (Nate Scarborough)
- 2005 – TV film Tajemství Santa Vittorie – Anthony Quinn (Italo Bombolini)
- 2005 – TV film Rambo III – Richard Crenna (Trautman)
- 2005 – TV film Rambo II – Richard Crenna (plukovník Trautman)
- 2005 – TV film Rambo: První krev – Richard Crenna (plukovník Trautman)
- 2005 – TV film Po krk v extázi – Kenneth Cranham (Jimmy Price)
- 2005 – TV film Duch z pohádky – Götz George (Henry Kupfer)
- 2005 – TV film Cesta ke zlu – William Sadler (Ivan Reisz)
- 2006 – seriál Sandokan – (Malko)
- 2006 – TV film Všichni královi muži – Anthony Hopkins (soudce Irwin)
- 2006 – TV film Jízda vysočinou – Joel McCrea (Steve Judd)
- 2006 – TV film Jako nepoddajný plevel – Jack Nicholson (Francis Phelan)
- 2006 – TV film Chyťte ho! – Dennis Farina (Ray Barboni)
- 2006 – TV film Casino Royale – Giancarlo Giannini (Mathis)
- 2006 – TV film Bobby – Christopher Lee (primátor)
- 2006 – TV film 20 000 mil pod mořem – John Bach (Thierry Arronax)
- 2007 – TV film Skrytá identita – Jack Nicholson (Costello)
- 2007 – TV film Hoffa – Jack Nicholson (James R. Hoffa)
- 2007 – TV film Hazard – Danny DeVito (Walter)
- 2007 – TV film Dannyho parťáci 3 – Al Pacino (Willy Bank)
- 2008 – TV film Vlk – Jack Nicholson (Will Randall)
- 2008 – TV film Ve jménu Angela – Anthony Quinn (Angelo Allieghieri)
- 2008 – TV film Ronin – Michael Lonsdale (Jean-Pierre)
- 2008 – TV film Romance a cigarety – James Gandolfini (Nick Murder)
- 2008 – TV film Než si pro nás přijde – Jack Nicholson (Edward Cole)
- 2008 – TV film Hvězdný prach – Peter O'Toole (král)
- 2008 – TV film Hodina pušek – Robert Ryan (Ike Clanton)
- 2008 – TV film Heroin – Jean Gabin (Auguste Maroilleur)
- 2008 – TV film Dva muži ve městě – Jean Gabin (Germain Cazeneuve)
- 2008 – TV film Co jsem komu udělala? – Gonzalo Suárez (Lucas Villalba)
- 2009 – TV film Zkratky ke štěstí – Anthony Hopkins (Daniel Webster)
- 2009 – TV film Vojna a mír – Malcolm McDowell (kníže Bolkonskij)
- 2009 – TV film Rychlá změna – Jason Robards (Rotzinger)
- 2009 – TV film Red – Brian Cox (Avery Ludlow)
- 2009 – TV film Prachy v trapu – Celso Bugallo (Tejano)
- 2009 – TV film Lidská skvrna – Anthony Hopkins (Coleman Silk)
- 2009 – TV film Kočičí oko – Alan King (Vinny Donatti)
- 2009 – TV film Když má muž problémy – Jack Nicholson (Eugene Earl Axline)
- 2009 – TV film Dvanáct – Valentin Gaft (Porotce č. 4)
- 2009 – TV film Miliónové Vánoce – Tim Curry (McLoosh)[19]
- 2010 – seriál Slečna Marplová: Tajemství Chimneys – Edward Fox (Caterham)
- 2010 – seriál Wallander – David Warner (Povel Wallander)
- 2010 – TV film Zahradník z Argenteuil – Jean Gabin (Tulipán)
- 2010 – TV film Vzpoura na lodi Caine – Humphrey Bogart (Philip Francis Queeg)
- 2010 – TV film Osudové město – Anthony Hopkins (Adam)
- 2010 – TV film Na ostří nože – Anthony Hopkins (Charles Morse)
- 2010 – TV film Lovec – Eli Wallach (Ritchie Blumenthal)
- 2010 – TV film Listopadový muž – Götz George (Henry Lichtfeld)
- 2010 – TV film Hodiny zoufalství – Humphrey Bogart (Glenn Griffin)
- 2010 – TV film Dva Jakeové – Jack Nicholson (J. J. Gittes)
- 2010 – TV film Divoké palmy – Robert Loggia (Anton Kreutzer)
- 2010 – TV film Červený drak – Anthony Hopkins (Hannibal Lecter)
- 2010 – TV film Coco Chanel – Malcolm McDowell (Marc Bouchier)
- 2012 – minisérie Bídníci – Lino Ventura (Jean Valjean)
- 2012 – TV film Temná zákoutí – James Caan (Frank Olchin)
- 2012 – TV film Pár správných chlapů – Jack Nicholson (Nathan R. Jessup)
- 2013 – TV film Můj otec – Bruno Cremer (Joe)
- 2013 – TV film Kurs sebeovládání – Jack Nicholson (Buddy Rydell)
- 2014 – TV film Herkules: Zrození legendy – Kenneth Cranham (Lucius)[20]
- 2014 – TV film Zloba – Královna černé magie – Kenneth Cranham (král Henry)[21]

## Rozhlas
- Hippodamie (2. soudce)
- 1991 – Jules Verneː Matyáš Sandorf (titulní role)
- 1991 – Lope de Vegaː Setkání ve Valladolidu
- 1991 Tři veteráni, na motivy Jana Wericha napsala Helena Sýkorová. Hráli: Ladislav Mrkvička, Karel Heřmánek, Alois Švehlík, Věra Kubánková, Jitka Molavcová, Yvetta Blanarovičová, Josef Vinklář, Michaela Kuklová, Jiří Lír, Jiří Binek, Antonín Hardt, Dagmar Weinlichová a František Němec. Hudba Miroslav Kořínek. Dramaturgie Eva Košlerová. Režie Karel Weinlich.
- 1992 – Povídky z Hollywoodu (Money)
- 1993 Václava Ledvinková: A pak že nejsou hastrmani. Na motivy pohádky Jana Drdy pro rozhlas napsala Václava Ledvinková. Hudba Tomáš Vránek. Dramaturgie Eva Košlerová. Režie Karel Weinlich. Účinkují: Michal Dlouhý, Jiří Langmajer, Vlastimil Brodský, František Němec, Sylva Sequensová, Alois Švehlík, Antonín Molčík, Pavel Pípal, Ladislav Mrkvička, Tereza Duchková, Václav Neckář, Mirko Musil, Antonín Hardt, Gaston Šubert, Pavel Karbusický a Jiřina Inka Šecová.[22]
- 1996 – Jenovefa (hrabě Sylkfríd)
- 1999 – Eugene O'Neill: Tak trochu básník (Cornelius Melody), překlad: Břetislav Hodek, rozhlasová úprava: Marie Říhová, dramaturgie: Jiří Hubička, režie: Lída Engelová.[23]
- 1999 Dmitrij Sergejevič Merežkovskij: Leonardo da Vinci, desetidílný rozhlasový seriál. Z překladu Anny Teskové připravil dramatizaci Roman Císař, v dramaturgii Jany Paterové režírovala Markéta Jahodová. Osoby a obsazení: Leonardo da Vinci (Viktor Preiss), Giovanni /Antonio/ Boltraffio (Tomáš Petřík), Cipriano Buonaccorsi (Karel Pospíšil), Grillo (Stanislav Fišer), Antonio da Vinci (Rostislav Čtvrtlík), Giorgio Merula (Vladimír Ráž), Strocco (Pavel Pípal), Faustino (Rudolf Kvíz), Girolamo Savonarola (Jiří Zahajský), Cesare da Sesto (Vladimír Dlouhý), Salaino, vl.jm. Gian Giacomo Caprotti (Jan Hrubec), Marco d'Oggione (Zdeněk Hruška), Mona Cassandra (Lenka Krobotová), Zoroastro (Alois Švehlík), dvorní topič (Steva Maršálek) a další. Hudba: Lukáš Matoušek.[24]
- 2001 – Nevěsta Karla Sabiny (Karel Sabina)
- 2005 – Loupežníci (Schufterle)
- 2007 – Vinnetou – Indiánské léto (Tangua)
- 2007 – Vinnetou – Ve stínu věčných lovišť (Tangua)
- 2007 – Vinnetou – Poslední výstřel (Tangua)
- 2008 – Bratři Čapkové: Adam stvořitel, role : rétor, režie Dimitrij Dudík.
- 2009 – Xaver (starý režisér)
- 2010 – Století ryb (Caesar)
- 2011 – George Tabori: Jak být šťastný a neuštvat se, Český rozhlas, překlad: Magdalena Štulcová, dramaturgie: Hynek Pekárek, režie: Aleš Vrzák. Hráli: Vypravěč a Starý Cvi (Josef Somr), Mladý Šabtaj Cvi (Kamil Halbich), Iokaste (Eliška Balzerová), Oidipus (Jan Dolanský), Don John (Alois Švehlík) a Amanda Lollypop (Pavla Beretová)[25]
- 2012 (natočeno v roce 1976) – Věznice parmská (Giletti)[26]
- 2012 (natočeno v roce 1988) – Omyl je vyloučen (Bertil Mard)[27]
- 2013 William Shakespeare: Julius Caesar. Přeložil, pro Český rozhlas upravil a režii má Jiří Josek. Dramaturg Hynek Pekárek. Hudba Milan Svoboda. Osoby a obsazení: Trebonius (Michal Pavlata), Decius (Jaromír Meduna), Julius Caesar (Alois Švehlík), Casca (Pavel Nečas), Calpurnia, Caesarova manželka (Apolena Veldová), Marcus Antonius (Igor Bareš), Marcus Brutus (Radek Valenta), Cassius (Ivan Řezáč), Lucius (Martin Sucharda), Porcia, Brutova manželka (Lucie Štěpánková), věštec (Stanislav Oubram), Artemidorus (Ilja Racek), Caesarův sluha (Miroslav Hruška), Antoniův sluha (Michal Slaný) a další. (101 min)[28]

## Divadlo

### Přehled angažmá
- 1962–1963 – Západočeské divadlo v Klatovech
- 1963–1964 – Městské divadlo v Mostě
- 1964–1966 – Divadlo Oldřicha Stibora v Olomouci
- 1966–1974 – Divadlo F. X. Šaldy v Liberci
- 1974–1988 – Městská divadla pražská
- 1988–2025 – Národní divadlo v Praze

### Vybrané divadelní role
- Západočeské divadlo Klatovy
  - 1962 – Hrátky s čertem (Hubert / Čerti všech kategorií)
  - 1962 – Půlnoční mše (Ďurko)
  - 1962 – Irkutská historie (Sergej Serjogin)
  - 1963 – Nemá kocour pořád posvícení (Ippolit) – vystupoval v alternaci s Janem Krafkou
  - 1963 – Othello (Benátský mouřenín) (Cassio)
- Městské divadlo v Mostě
  - 1963 – Pohádky Boženy Němcové (Jíra)
  - 1963 – Tři chlapi v chalupě (účetní Kořínek)
  - 1964 – Benátský kupec (Salarino) – vystupoval v alternaci s Stanislavem Oubramem
  - 1964 – Král Václav IV. (Jiří Budkář / posel z Prahy)
  - 1964 – Fyzikové (Adolf-Friedrich)
- Divadlo Oldřicha Stibora v Olomouci
  - 1964 – Smrt obchodního cestujícího (Happy)
  - 1964 – Naši furianti (Václav)
  - 1965 – Revizor (číšník)
  - 1965 – Marija (Safonov)
  - 1965 – Frank V. (Schmalz)
  - 1965 – Červené pantoflíčky (Nels)
  - 1965 – Půjčka za oplátku (Claudio)
  - 1966 – Bláznivá ze Chaillot (zpěvák)
  - 1966 – Krvavá svatba (mládenci)
  - 1966 – Návrat, Kočka na kolejích (druhý mladík)
  - 1998–2000 – Rozmarné léto (Antonín Důra)
- Divadlo F. X. Šaldy v Liberci
  - 1966 – Dantonova smrt (Camille Desmoulins)
  - 1966 – Meteor (Georgen)
  - 1966 – Vítr ve větvích Sasafrasu (Carlos)
  - 1967 – Běsi (Petr Verchovenskij)
  - 1967 – Komedie o umučení a slavném vzkříšení Pána a Spasitele našeho Ježíše Krista (Šimon sedlák, Josef z Arimatije)
  - 1967 – Jak je důležité míti Filipa (Moncrieff)
  - 1967 – Slečna od Maxima (Vévoda)
  - 1968 – Bouře (Ferdinand)
  - 1968 – Sňatková podvodnice (Erno Klapáček)
  - 1968 – Na koho to slovo padne (Pierot)
  - 1968 – Škola pro ženy, Kritika "Školy pro ženy" (Kvapík)
  - 1968 – Karel IV. (Gambacorta, Kralevic Václav)
  - 1969 – Antigona (1. stráž)
  - 1969 – Ptákovina (mladík s dlouhými vlasy)
  - 1969 – Ztížená možnost soustředění (Machulka)
  - 1969 – Cyrano z Bergeracu (1. kadet)
  - 1969 – Pražské frašky – Už mou milou … (Šofér)
  - 1969 – Broučci (Brouček z roští)
  - 1969 – Charleyova teta (Jack Chesney, syn plukovníka Sira Francise Chesneye)
  - 1970 – Návrat domů (Lenny, něco přes třicet)
  - 1970 – Hoře z rozumu (Alexej Štěpanovič Molčalin)
  - 1970 – Ať žije otec národa, aneb Palackého třída 27 (Vilém Srnka, druh šviháka Hynka Trnky)
  - 1970 – Zamore (August)
  - 1971 – Hamlet (Osrik)
  - 1971 – Rosenkrantz a Guildenstern jsou mrtvi (Tragéd)
  - 1971 – Anna proletářka (Toník Krouský, slévač)
  - 1971 – Mína z Barnhelmu (Pavel Werner)
  - 1971 – Hodinový hoteliér (Ríša)
  - 1972 – Dobrý člověk ze S ´Čchuanu (Nezaměstnaný)
  - 1972 – Paní z námoří (Lyngstrand)
  - 1972 – Figarova svatba neboli Bláznivý den (Figaro)
  - 1972 – A co láska? (Milt Manville)
  - 1972 – Dvojhlavý orel (Stanislav (Azrael))
  - 1973 – Don Juan (Ragotin / Pierre) – vystupoval v alternaci s Josefem Němečkem / Jaroslavem Drbohlavem
  - 1973 – Cesta k domovu (Doktor)
  - 1973 – Maryša (Francek) – vystupoval v alternaci s Karlem Pospíšilem
  - 1973 – Optimistická tragédie (první důstojník)
  - 1973 – Král jelenem (Brighella)
  - 1974 – Isabella, tři karavely a podfukář (odsouzený herec / Kryštof Kolumbus)
  - 2002–2004 – Sir v Harwoodově Garderobiérovi a příběhu jeho herce
- Městská divadla pražská (Divadlo ABC)
  - 1975 – Sliby chyby (Chuck) – vystupoval v alternaci s Miroslavem Masopustem
  - 1977 – Dům se sedmi balkóny (Ramón)
  - 1978 – Paní Jenny Treiblová (Mr. Nelson from Liverpool)
  - 1978 – Nový způsob jak splácet staré dluhy (Marrall)
  - 1978 – Hlava XXII (Pacietův bratr)
  - 1986 – Přelet nad hnízdem kukačky (Randle Patrick McMurphy)
  - 1986 – Svatá Jana (Dunois, levoboček orleánský)
- Pražské kulturní středisko
  - Druhý výstřel (Patrik) – vystupoval v alternaci s Marcelem Vašinkou
  - 1975 – Mrtvý přichází na návštěvu (Richard Bredow)
  - 1977 – Úplně bláznivá neděle (Kotvili) – vystupoval v alternaci s Ladislavem Trojanem
  - 1987 – Výslech po italsku (Petr Partingwhite, manžel Nory) – vystupoval v alternaci s Jiřím Samkem
- Městská divadla pražská
  - 1976 – Vosí hnízdo (Ianache Duduleanu)
  - 1976 – Já taky zpívám Ameriku
  - 1980 – Ruy Blas (Don César de Bazan) – vystupoval v alternaci s Ladislavem Frejem
  - 1981 – Lesní panna aneb Cesta do Ameriky (Jakub Závora) – vystupoval v alternaci s Františkem Vicenou
  - 1981 – Rychlokurs dokonalé harmonie aneb Sen o kalokagathii (Václav)
  - 1983 – Den, kdy unesli papeže (Sam Leibowitz)
  - 1984 – Sen noci svatojánské (Klubko)
- Městská divadla pražská (Divadlo Rokoko)
  - 1976 – Urfaust (Valentin)
  - 1980 – Nové mládí starého pána (Fortunato)
  - 1982 – Drobečky z perníku (Lou Tanner)
  - 1983 – Adié, miláčku! (domovník)
  - 1983 – Generální zázrak (Leoš Jerman)
  - 1984 – Mandarínkový pokoj (Roger, Benoit, Alain ad.) – vystupoval v alternaci s Ladislavem Frejem
  - 1985 – Bláznivá ze Chaillot (Hadrář)
  - 1986 – Krvavá svatba (dřevorubec)
  - 1987 – Smutek sluší Elektře (Adam Brant)
- Divadlo Viola
  - 1983 – Dívka s lunou na rameni
- Národní divadlo
  - Návštěvní doba (On)
  - Lidové Pašije (Zpovědník a Šimon Cyrenský)
  - Obsluhoval jsem anglického krále
  - 1987 – Vy jste Jan (J. Lefl z Lažan a na Krakovci) – vystupoval v alternaci s Petrem Kostkou
  - 1988 – Slečna Julie (Jean, sluha)
  - 1989 – Herkules a Augiášův chlív (Kambýsés)
  - 1989 – Ptákoviny podle Aristofana (Prométheus-Prokurátor-Nemakač)
  - 1990 – Zahrada (Vědec) – vystupoval v alternaci s Václavem Knopem
  - 1990 – Ze života hmyzu (2. inženýr-náčelník gener. štábu)
  - 1990 – Strýček Váňa (Astrov)
  - 1990 – Pekař Jan Marhoul (Nikodém)
  - 1991 – Král Lear (vévoda z Albany)
  - 1991 – Návštěvní doba (Na odstavné koleji. Vražednice. Pšenice na dálnici. Člověk už ničemu nerozumí.) (On)
  - 1991 – Bílý muž a Rudá tvář židovský western (Lovec)
  - 1992 – Tajné peníze, tajná láska (Pemperer)
  - 1992 – Mirandolína (Baron di Ripafratty)
  - 1993 – Willy Loman v Millerově Smrti obchodního cestujícího
  - 1993 – Oblak a valčík (Bílek/Jastrzebowski)
  - 1993–1996 – Zpověď dítěte svého věku (Lékař) – vystupoval v alternaci s Josefem Vinklářem
  - 1994 – Dvojí nestálost (Kníže)
  - 1994–1999 – Ženitba (Žvanikin, bývalý poručík...)
  - 1994 – Měsíc pro smolaře (Phil Hogan)
  - 1996–1997 – Podivní ptáci (Aleš Hrdina)
  - 1996–1998 – Doktor Fischer ze Ženevy aneb Večírek s třaskavinou (Alfréd Jones)
  - 1997 – Paličova dcera (Kolínský)
  - 1998–1999 – Bloudění (Gerhard Kvestenberg)
  - 1998–2000 – Pašije aneb Theatrum passionale aneb Zrcadlo umučení a vzkříšení Pána našeho Ježíše Krista (též Opovědník)
  - 1998–2000 – John Gabriel Borkman v Ibsenově Johnu Gabrielu Borkmanovi
  - 1999–2004 – Mnoho povyku pro nic (Leonato)
  - 2000–2001 – Na cestě duchů (Jack)
  - 2000 – Smrt Hippodamie (Pelops)
  - 2000 – Jack v McPhersonově komedii Na cestě duchů
  - 2001–2007 – Lucerna (mlynář)
  - 2001–2007 – Lucerna (Klásek) – vystupoval v alternaci s Bronislavem Poloczekem
  - 2008 – Lucerna (Klásek) – vystupoval v alternaci s Bronislavem Poloczekem
  - 2002 – Markéta Lazarová (Hejtman Pivo)
  - 2002–2014 – Cyrano z Bergeracu (kapitán Carbon de Castel-Jaloux) – vystupuje v alternaci s Františkem Němcem a původně také s Petrem Pelzerem[29]
  - 2003–2004 – Jako naprostý šílenci (Lance-Pesci)
  - 2003–2005 – Slyšet hlasy (Ives, padesátník)
  - 2004–2006 – Coriolanus (Cominius)
  - Od 2004 – Naši furianti (Petr Dubský, otec Filipa Dubského, výměnkář) – vystupuje v alternaci s Václavem Postráneckým
  - 2004 – Protentokrát zbohatnem
  - 2004 – Naši furianti (Matěj Šumbal, sedlák a obecní výbor) – roli později převzal Igor Bareš[30]
  - 2006 – Zvony
  - 2007–2008 – Otec (Kopecký)
  - 2007–2008 – Doma (otec)
  - 2007–2011 – Rock´n´roll (Max)
  - Od 2009 – Radúz a Mahulena (Stojmír) – vystupuje v alternaci s Petrem Pelzerem[31]
  - 2009 – Jan za chrta dán (Sosnomil / Pán na Chlumci a ve Viklekách)
  - Od 2011 – Ohrožené druhy – vystupuje ze záznamu
  - 2011–2012 – Konec masopustu (Cihlář)
  - 2011–2013 – Král Lear (hrabě z Glostru)[32] – divadelní událost sezony
  - 2012–2014 – Troilus a Kressida (Priamus)
- Národní divadlo (Stavovské divadlo)
  - Idiot (Generál Jepaničin)
  - 2005 – Úklady a láska (Miller)
  - 2005 – Pygmalión (Pan Alfréd Doolittle)
  - 2008–2011 – Don Juan (žebrák)
  - 2010–2011 – Dogville (Chuck)
  - 2010–2013 – Čaj u pana senátora (Sekera)
  - Od 2013 – Zahradní slavnost (Oldřich Pludek) – vystupuje v alternaci s Jiřím Štréblem
  - Od 2013 – Jedenácté přikázání
  - Od 2014 – Othello, benátský mouřenín
- Divadlo Na zábradlí
  - 1999 – Strýček Váňa (Serebrjakov)
  - 2004–2007 – On v Jandlově hře Z cizoty (Cena Divadelních novin a nominován na Cenu Alfréda Radoka a na Cenu Thálie)
  - 2006–2007 – Etty Hillesum "...holka, která neumí plavat..." (Jul)
- Dejvické divadlo
  - 2009–2010 – Hlasy (Ermann)
  - 2000–2003 – Lup (McLeavy)
- Letní shakespearovské slavnosti na Pražském hradě
  - 2005–2007 – Večer tříkrálový aneb Cokoli chcete (Malvolio)
- Divadlo v Řeznické
  - Od 2008 – Ředitelská lóže
- Divadlo Na Jezerce
  - Od 2008 – Paní plukovníková (Viggo) – vystupuje v alternaci s Jaroslavem Satoranským
- Studio Hrdinů
  - Od 2007 – Humanisti
- Studio Saint Germain
  - 2010 – Leviathan Kostrič
- Divadlo Komedie
  - 2003–2005 – Kanibalové (Strýček)[33]
  - 2004–2005 – Solingen /Rána z milosti/
  - 2006 – Rána z milosti (Klaudius)
- A studio Rubín
  - Od 2010 – House of Love, díl 2. - Návrat hezkých hochů – vystupuje ze záznamu
- Lyra Pragensis Praha
  - 1991 – Legenda o svatém Václavu
  - 1993 – Je to růže
  - 1998 – Michel Angelo
  - 2000 – Zlatý scarabeus
- Agentura Harlekýn
  - 1991 – Lituji, že nejsem někým jiným
- Východočeské divadlo Pardubice
  - 1994 – Smrt obchodního cestujícího (Willy Loman)
- Divadlo Josefa Kajetána Tyla v Plzni
  - 1999–2001 – Kiss Me Kate (Harrison Howel) – vystupoval v alternaci s Boříkem Procházkou
- Činoherní studio Ústí nad Labem
  - 2003–2005 – Kanibalové (Strýček)

### Divadelní pedagog
- Divadlo DISK
  - 2007–2008 – Bratři (Karamazovi) – pedagogické vedení
  - 2007–2008 – Láska vole – pedagogické vedení

## Ocenění
- 1999 – Cena Františka Filipovského za nejlepší mužský herecký výkon v dabingu filmu Lepší už to nebude
- 2004 – Cena Divadelních novin za herecký výkon v roli On v Jandlově hře Z cizoty
- 2007 – Cena Františka Filipovského za nejlepší mužský herecký výkon v dabingu filmu Tajemství Santa Vittorie
- 2014 – Cena Františka Filipovského za celoživotní mistrovství v dabingu
- 2021 – Cena Thálie za celoživotní mistrovství v oboru činohra[34]